# Myroslav Ivan Ljoebatsjivsky
Myroslav Ivan Ljoebatsjivsky (Oekraïens: Мирослав Іван Любачівський) (Dolyna, 24 juni 1914 - Lviv, 14 december 2000) was een Oekraïens geestelijke, een grootaartsbisschop van de Oekraïense Grieks-katholieke Kerk en een kardinaal van de Rooms-Katholieke Kerk.
Ljoebatsjivsky studeerde in Leopoli, Innsbruck (Oostenrijk) en Sion (Zwitserland). Op 21 september 1938 werd hij priester gewijd.  In 1947 zag hij zich genoodzaakt naar de Verenigde Staten te emigreren, waar hij dertig jaar bleef.
Op 13 september 1979 werd Ljoebatsjivsky tot bisschop van Philadelphia benoemd. Zijn bisschopswijding vond plaats op 12 november 1979. In 1980 volgde zijn benoeming tot aartsbisschop-coadjutor van Lviv. Na het overlijden op 7 september 1984 van Josyf Slipyj, grootaartsbisschop van Lviv, volgde Ljoebatsjivsky hem op in die functie.
Op het consistorie van 25 mei 1985 werd Ljoebatsjivsky kardinaal gecreëerd door paus Johannes Paulus II; hij kreeg de rang van kardinaal-priester. Zijn titelkerk werd de Santa Sofia a Via Boccea.
Na de val van de Sovjet-Unie kon Ljoebatsjivsky in 1991 terugkeren naar Oekraïne. Hij stierf op 86-jarige leeftijd en werd begraven in de kathedraal van Lviv.
- Gemeinsame Normdatei: 1089807716
- International Standard Name Identifier: 0000 0001 0923 3212
- Library of Congress Control Number: nr91023785
- Istituto Centrale per il Catalogo Unico: LIGV062238
- Virtual International Authority File: 89622278
- WorldCat: E39PBJmpg6XD6b7cT7rVvDv8md